# Tarama-jima
Tarama-jima (多良間島) est une île située dans l'archipel de Miyako.
L'île fait partie avec Minna-jima de la municipalité de Tarama, qui est classée en tant que village. Le village de Tarama (多良間村, Tarama-son) est la seule municipalité du district de Miyako.